# Carlos Velasco Carballo

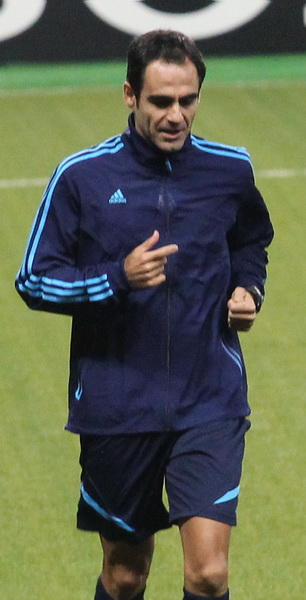
Carlos Velasco Carballo

Carlos Velasco Carballo (* 16. März 1971 in Madrid) ist ein ehemaliger spanischer FIFA-Fußballschiedsrichter.

## Werdegang
Velasco Carballo war dem Fußballverband Madrid (Federación de Fútbol de Madrid) angeschlossen und leitete Spiele in der spanischen Primera División. Sein Liga-Debüt gab er 2004 im Spiel zwischen dem FC Barcelona und dem FC Sevilla. Ab 2008 war er auch international tätig. Seine erste internationale Partie, die er leitete, war das Freundschaftsspiel zwischen Israel und Chile am 26. März 2008. Carlos Velasco Carballo ist von Beruf Ingenieur und im Büro Madrid des texanischen Unternehmens Fluor Corporation beschäftigt.
Am 26. April 2011 leitete er das Halbfinal-Hinspiel der Champions League zwischen dem FC Schalke 04 und Manchester United.
Von der UEFA wurde Carballo am 16. Mai 2011 für die Leitung des Finals der Europa League 2010/11 in der Dublin-Arena angesetzt.
Am 20. Dezember 2011 gab die UEFA bekannt, dass Carballo als einer von zwölf Schiedsrichtern bei der Fußball-Europameisterschaft 2012 zum Aufgebot gehört. Er leitete insgesamt zwei Partien. Am 8. Juni 2012 leitete er das Eröffnungsspiel des Turniers zwischen Polen und Griechenland in Warschau, welches 1:1 endete.
Carballo gehört auch zu den Schiedsrichtern, die bei der Weltmeisterschaft 2014 eingesetzt wurden. Seine Leistung in der Viertelfinalbegegnung zwischen Brasilien und Kolumbien wurde kritisiert.
Am 15. Dezember 2015 wurde Carballo als Schiedsrichter zur Fußball-Europameisterschaft 2016 nominiert. Damit gehört er neben dem deutschen Felix Brych zu den sieben Schiedsrichtern, die auch bei der Fußball-WM 2014 in Brasilien Spiele leiten durften.

## Einsätze bei Turnieren

### Fußball-Europameisterschaft 2012
| Phase        | Datum         | Spielort | Heimmannschaft | Gastmannschaft | Ergebnis  |
| Gruppenphase | 8. Juni 2012  | Warschau | Polen          | Griechenland   | 1:1 (1:0) |
| Gruppenphase | 17. Juni 2012 | Lemberg  | Dänemark       | Deutschland    | 1:2 (1:1) |

### Fußball-Weltmeisterschaft 2014
| Phase         | Datum         | Spielort          | Heimmannschaft          | Gastmannschaft | Ergebnis  |
| Gruppenphase  | 19. Juni 2014 | São Paulo         | Uruguay                 | England        | 2:1 (1:0) |
| Gruppenphase  | 25. Juni 2014 | Salvador da Bahia | Bosnien und Herzegowina | Iran           | 3:1 (1:0) |
| Viertelfinale | 4. Juli 2014  | Fortaleza         | Brasilien               | Kolumbien      | 2:1 (1:0) |

### Fußball-Europameisterschaft 2016
| Phase        | Datum         | Spielort      | Heimmannschaft | Gastmannschaft | Ergebnis        |
| Gruppenphase | 11. Juni 2016 | Lens          | Albanien       | Schweiz        | 0:1 (0:1)       |
| Gruppenphase | 20. Juni 2016 | Saint-Etienne | Slowakei       | England        | 0:0             |
| Achtelfinale | 25. Juni 2016 | Lens          | Kroatien       | Portugal       | 0:1 n. V. (0:0) |